# Bigor
Bigor este un sat din municipiul Podgorica, Muntenegru. Conform datelor de la recensământul din 2003, localitatea are 85 de locuitori (la recensământul din 1991 erau 99 de locuitori).

## Demografie
În satul Bigor locuiesc 67 de persoane adulte, iar vârsta medie a populației este de 43,5 de ani (40,6 la bărbați și 46,2 la femei). În localitate sunt 30 de gospodării, iar numărul mediu de membri în gospodărie este de 2,83.
Populația localității este foarte eterogenă.
|  |

| Demografie | Demografie | Demografie |
| An         | Locuitori  | Locuitori  |
| ---------- | ---------- | ---------- |
|            |            |            |
|            |            |            |
|            |            |            |
|            |            |            |
| 1948       | 120        |            |
| 1953       | 134        |            |
| 1961       | 135        |            |
| 1971       | 129        |            |
| 1981       | 108        |            |
| 1991       | 99         | 99         |
| 2003       | 85         | 85         |

| \| Componența etnică conform recensământului din 2003[2] \| Componența etnică conform recensământului din 2003[2] \| Componența etnică conform recensământului din 2003[2] \| Componența etnică conform recensământului din 2003[2] \| Componența etnică conform recensământului din 2003[2] \| \| ----------------------------------------------------- \| ----------------------------------------------------- \| ----------------------------------------------------- \| ----------------------------------------------------- \| ----------------------------------------------------- \| \| \| \| \| \| \| \| Muntenegreni \| Muntenegreni \| \| 45 \| 52,94% \| \| Sârbi \| Sârbi \| \| 37 \| 43,52% \| \| necunoscută \| necunoscută \| \| 0 \| 0% \| |              |  |    |        |
| Componența etnică conform recensământului din 2003 |              |  |    |        |
| |              |  |    |        |
| Muntenegreni | Muntenegreni |  | 45 | 52,94% |
| Sârbi | Sârbi        |  | 37 | 43,52% |
| necunoscută | necunoscută  |  | 0  | 0%     |